# Wa est
Pour les articles homonymes, voir Wa.
Le district de Wa est  (officiellement Wa East District, en Anglais) est l’un des 9 districts de la Région du Haut Ghana occidental au Ghana.

## Villages du district
- Bulenga
- Goripie
- Tanina
- Mengwe
- Chaggu (Chako)
- Kolipong (Namo)
- Kundungu
- Ducie

## Sources
- GhanaDistricts.com